# IBM Plex
IBM Plexは、IBMのMike Abbinkとオランダのフォント制作会社Bold Mondayが共同で制作したオープンソースのフォントである。IBMの新しいコーポレートフォントとして、IBMのブランド精神・信念・デザイン原則を反映し、全世界で同社のアイデンティティーを伝えることを目的として作られた。これによりIBMは、50年以上にわたってコーポレートフォントとして使用してきたHelvetica（Neue Helvetica）のフォントライセンス料の削減を図ることができた。

## 概要
サンセリフ・サンセリフのコンデンスド体・サンセリフの等幅・セリフの4種類の書体があり、それぞれにIBMのロゴ「The 8-bar」に由来する8つのウェイト(Thin、Extra Light、Light、Regular、Text、Medium、Semi-bold、Bold)があり、なおかつオブリーク体ではない真のイタリック体が含まれている。
バージョン1.0の時点で、100以上の言語に対応しており、そのほとんどがラテン文字（ベトナム語を含む）とキリル文字（IBM Plex Sans Condensedを除く）である。IBM Plex Sansのバージョン3.0では、古代ギリシャ語（Monotonic Greek）に対応した。
- IBM Plex Sans – Franklin Gothicをお手本にしたGrotesque Sans-serif書体。Franklin Gothicの特徴である、角張った末端、 2階建てのg、1の基線にある水平線などのデザインが受け継がれている。サンセリフ書体には様々なスタイルがあるが、Humanist Sans-serifは柔らかすぎる、Geometric Sans-serifは非効率的、Neo-grotesque Sans-serifは過度に完成されているという理由で、これらは採用されなかった。
- IBM Plex Sans Condensed – IBM Plex Sansの文字幅を縮めたフォント。
- IBM Plex Mono – IBM Plex Sansの等幅フォント。斜体のデザインは、IBM Selectric typewriterで使用されていたItalic 12に着想を得ている。これはイタリック体のi 、 j 、 t 、xで顕著である。
- IBM Plex Serif – BodoniとJansonをお手本にしたTransitional Serif書体。Bodoniの特徴である、球状の末端や長方形のうろこなどのデザインが受け継がれている。セリフ書体には様々なスタイルがあるが、Old-style Serifはあまりにもヒューマニズム的で時代遅れであり、Slab Serifは長いテキストで使うにはあまりにもぎこちなく洗練されていないという理由で、これらは採用されなかった。

一般的な数学記号と通貨記号（2017年にUnicodeに承認されたビットコイン（₿）#U+20BFを含む） や、a, g, 0の異体字に加えて、fiやflなどの合字にも対応している。
IBM Plex Sans Condensed、IBM Plex Mono、IBM Plex Serifには、国際通貨記号（¤）、プライム記号（'）、およびダブル プライム記号（″）など、未対応の記号がいくつかある。さらに2019年に、数学記号ブロックとプログラミング言語APLで使用される記号にも対応した。
FCC認証マーク（#EFCC）、CEマーク（#ECE0）は、私用面に追加されている。なおバージョン1.0より前は、5つのIBMロゴ（The 8-barロゴ、およびIBM rebusロゴ　#EBE1∼#EBE7）も含まれていた。

## 派生フォント
以下は、同プロジェクトが開発している派生フォント。
- IBM Plex Sans Variable – IBM Plex Sansをバリアブルフォント（英語版）化したもの。2019年4月7日にリリースされた。
- IBM Plex Sans Hebrew – ヘブライ語に対応したもの。
- IBM Plex Sans Thai – 文字を繋げて書かない非公式のタイ語表記に対応したもの。2018年10月15日リリースされた[10]。
- IBM Plex Sans Thai Looped – 文字を繋げて書く正式なタイ語表記に対応したもの。2019年4月5日にリリースされた[11]。
- IBM Plex Sans Devanagari – インドのデーヴァナーガリーに対応したもの。2018年12月14日にリリースされた[12]。
- IBM Plex Sans Arabic – アラビア語に対応したもの。2019年3月13日にリリースされた[13]。
- IBM Plex Sans KR – ハングルに対応したもの。2020年6月8日にリリースされた[14]。
- IBM Plex Sans JP – 日本語に対応したもの。2021年7月24日にリリースされた[15]。
- IBM Plex Sans CN – 中国語（簡体字・繁体字）に対応したもの。2024年から2025年までにリリース予定[16]。

なおベンガル語、タミル語、カンナダ語の対応にも取り組んでいる。

## ライセンス
SIL Open Font Licenseでリリースされている。なお2018年8月9日から8月21日までの間、デュアルライセンスとしてApache Licenseも付与されていた。しかしフォントにはApache Licenseは不向きであるという指摘があり、取り消された。なおソースからフォントをビルドするには、独自のソフトウェアであるFontLab Studioが必要である。
Apache Licenseのもと、ウェブフォントに関連するCSS、SCSS、およびJavaScriptのウェブ開発コードも提供している。
IBM Plexの名称は、IBMによって商標登録されており、SIL Open Font Licenseでは予約フォント名として定められている。